# Wiltz (vattendrag)
Wiltz (franska: Le Wiltz) är ett vattendrag i Belgien, på gränsen till Luxemburg. Det ligger i den sydöstra delen av landet, 160 km sydost om huvudstaden Bryssel.
I omgivningarna runt Wiltz växer i huvudsak blandskog. Runt Wiltz är det ganska glesbefolkat, med 35 invånare per kvadratkilometer.